# Partito Pheu Thai
Il Partito Pheu Thai (PPT; in thailandese พรรคเพื่อไทย, Phak Phuea Thai, [pʰák pʰɯ̂a tʰāj]; lett. "Partito per i thai") è un partito politico della Thailandia fondato nel settembre 2008. Appoggia le politiche del magnate ed ex primo ministro della Thailandia Thaksin Shinawatra, che nel 1998 fu fondatore e quindi leader del partito di governo Thai Rak Thai (TRT).
Deposto con il colpo di Stato del 2006, Thaksin in seguito ha vissuto in esilio e dall'estero ha controllato con i suoi alleati TRT e il successivo Partito del Potere Popolare (quest'ultimo maggiore partito di governo tra il 2007 e il 2008), disciolti da sentenze dalla Corte costituzionale rispettivamente nel maggio 2007 e nel dicembre 2008, e ha poi creato e controllato il PPT, principale partito della coalizione di governo dall'agosto 2011 fino al colpo di Stato militare del maggio 2014, che diede il via a cinque anni di dittatura di una giunta militare.
Alle contestate elezioni del 2019, Pheu Thai fu il partito che ottenne più seggi ma il potere rimase in mano ai militari, il cui nuovo Partito Palang Pracharath fu alla guida della nuova coalizione di governo avvantaggiata dalla Costituzione scritta dai militari nel 2017 – con la quale la giunta poté scegliere tutti i 250 senatori – e dalle irregolarità commesse dalla Commissione elettorale, a sua volta scelta dai militari.
Alle elezioni del 2023 Pheu Thai fu il secondo partito dopo il progressista Kao Klai, con il quale strinse un'alleanza a cui aderirono altri partiti pro-democrazia che raccolse 313 dei 500 deputati nella Camera bassa. Fu presentata al nuovo Parlamento a camere congiunte la candidatura a primo ministro del leader di Kao Klai Pita Limjaroenrat, e fu bocciata per il mancato appoggio dei senatori che erano gli stessi delle precedenti elezioni. Pheu Thai formò quindi una nuova coalizione senza Kao Klai a cui aderirono clamorosamente i partiti legati ai militari, e il 22 agosto 2023 fu eletto primo ministro il neo-eletto deputato di Pheu Thai Srettha Thavisin. Quello stesso giorno fece ritorno in Thailandia Thaksin dopo 15 anni di esilio.

## Storia

### Premesse

#### il governo di Thai Rak Thai
Thai Rak Thai vinse le elezioni del 2001 e Thaksin prese la guida del governo di coalizione formato con i partiti Nuova Aspirazione e Nazione Thai. Il partito fu in grado di conquistare il potere grazie alle novità imposte dalla Costituzione del 1997 - stilata in un periodo in cui i militari erano rimasti ai margini della vita politica - che spianò la strada alla possibilità di avere elezioni compiutamente democratiche. Negli anni successivi, la popolarità di Thaksin e del partito crebbero in particolare nella Thailandia del Nord e nell'Isan soprattutto per le politiche populistiche in favore delle classi più povere, come l'abbassamento dei prezzi per la sanità pubblica, prestiti a basso interesse in favore dei contadini, investimenti nell'istruzione pubblica ecc. Fu rilanciata l'economia del paese, che era stata messa a dura prova con la crisi finanziaria asiatica del 1997/1998. Il governo ebbe anche apprezzamenti per il modo in cui gestì gli aiuti per le vittime del terremoto e maremoto dell'Oceano Indiano del 2004 che colpì la costa occidentale nel sud del paese. Ricevette invece aspre critiche nel 2003 per aver occultato le notizie relative alla diffusione in Thailandia dell'influenza aviaria e per la "guerra alle droghe" scatenata quell'anno dal governo, che provocò la morte di 2 500 persone.

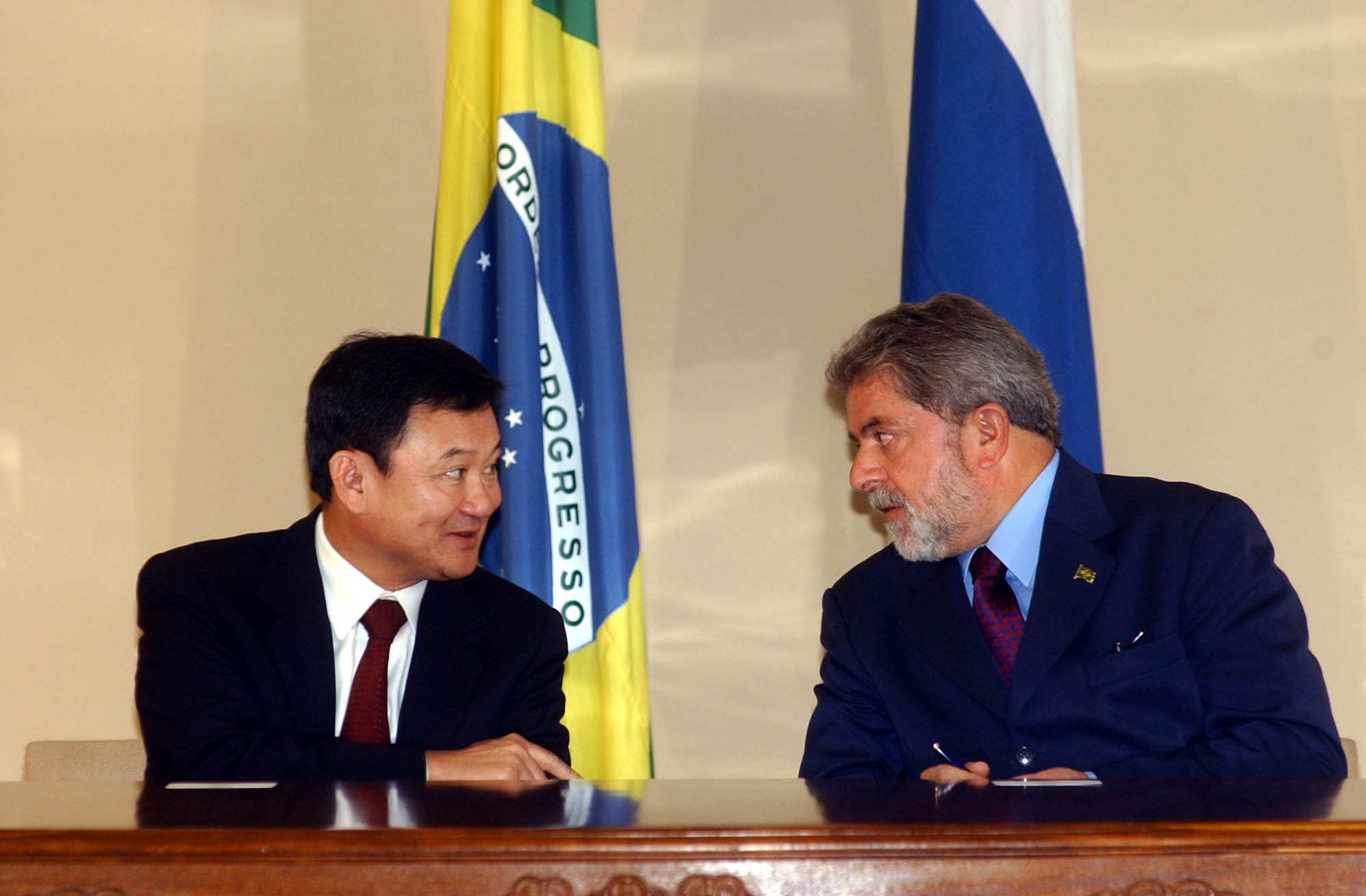
Brasilia 16 giugno 2004, Thaksin con il presidente del Brasile Lula da Silva

La gestione del potere da parte di Thaksin fu mirata anche nell'intaccare gli interessi delle vecchie élite di Bangkok legate ai militari e alla monarchia, consolidatesi negli anni settanta. L'opposizione fu messa ai margini del dibattito parlamentare, alleati di Thaksin furono inseriti in posti di comando nevralgici della polizia, dell'esercito, della commissione elettorale e della Corte costituzionale. Fin dall'inizio si creò una frattura tra la nuova e la vecchia classe politica, che avrebbe generato un drammatico conflitto ultradecennale anche tra la popolazione. Nel corso degli anni il partito vide coesistere al suo interno diverse fazioni e differenti ideologie, spesso fra loro in antitesi, come il nazionalismo, il populismo, la socialdemocrazia, il conservatorismo e il liberalismo. Lo storico thai di estrazione marxista Gilles Ji Ungpakorn ha evidenziato lo scollamento tra i vertici del partito, che promossero campagne lesive dei diritti umani e più volte si proclamarono leali alla monarchia, e buona parte dei militanti di base, che avevano appoggiato il TRT per porre fine a secoli di rigido dominio monarchico e militare nel paese.
Thaksin divenne il primo capo di governo thailandese a portare a termine il proprio mandato elettorale di quattro anni. Nelle successive consultazioni del 2005, il TRT ebbe la maggioranza assoluta dei seggi in Parlamento, e fu la prima volta che un partito ci riusciva nella storia della Thailandia. Forte dei risultati conseguiti, Thaksin prese una serie di drastici provvedimenti che furono la scintilla per aumentare la tensione politica nel paese. Uno dei più controversi fu l'impiego delle forze armate per combattere l'insurrezione nella Thailandia del Sud dei musulmani locali, senza prima cercare una soluzione politica al problema. La scelta non fece che aumentare le violenze nella zona, dove tra il 2004 e il 2016 si sarebbero registrati 7 000 omicidi e 12 000 ferimenti in attentati. Sia importanti capi militari che la monarchia espressero pubblicamente il loro dissenso e si acuì quindi la contrapposizione tra i sostenitori di Thaksin da una parte e le élite monarchico-conservatici di Bangkok e i militari dall'altra, che stavano perdendo potere e vedevano i loro interessi lesi dalle politiche del TRT. Oltre alla classe dirigente di Bangkok, l'opposizione poteva contare sulla maggior parte dell'elettorato in Thailandia del Sud, di tradizione conservatrice.
Il tentativo di Thaksin di creare una dittatura elettorale andando incontro ai bisogni delle masse vide la vecchia classe dominante ricompattarsi e reagire con decisione. Tra le principali accuse rivolte al TRT e a Thaksin vi furono quelle di corruzione e di voler rovesciare la monarchia. Le opposizioni gridarono allo scandalo alla fine del 2005 per la vendita a un'azienda di Singapore delle azioni della Shin Corp, la maggiore azienda thai nel ramo delle telecomunicazioni facente capo alla famiglia Shinawatra, sostenendo che era stato svenduto un patrimonio nazionale e che la famiglia non aveva pagato le tasse relative alla vendita. Si scatenò un'ondata di proteste anti-Thaksin monopolizzate dalle Camicie gialle della neonata Alleanza Popolare per la Democrazia, che il governo non riuscì a controllare. Ma il partito poteva contare sulla forza del proprio elettorato e furono quindi indette nuove elezioni per l'aprile 2006 alle quali non si presentarono le opposizioni. I risultati furono quindi dichiarati invalidi dalla Corte suprema.
Thaksin rimase alla guida di un governo provvisorio fino al 19 settembre 2006, quando un colpo di Stato pose fine all'esperienza di governo del TRT mentre lo stesso Thaksin si trovava a New York per una riunione delle Nazioni Unite e fu quindi costretto a rimanere in esilio. Il generale Surayud Chulanont, guida del colpo di Stato, fu posto a capo di un governo ad interim. La giunta militare fece arrestare diversi parlamentari e personaggi di spicco di TRT. Alcuni parlamentari dichiararono di voler rimanere nel partito, ma molti ne uscirono dopo il golpe. La giunta abrogò la costituzione del 1997 e in quel periodo fu scelto con cura il gruppo che approntò la nuova Costituzione caldeggiata dai militari. Nel maggio del 2007 il partito fu dissolto dalla Corte costituzionale per frode elettorale e i giudici stabilirono che a 118 dei suoi membri fosse vietato di partecipare alla vita politica per i cinque anni successivi. La nuova Costituzione fu approvata da un referendum popolare nell'agosto 2007.

#### Governo del Partito del Potere Popolare

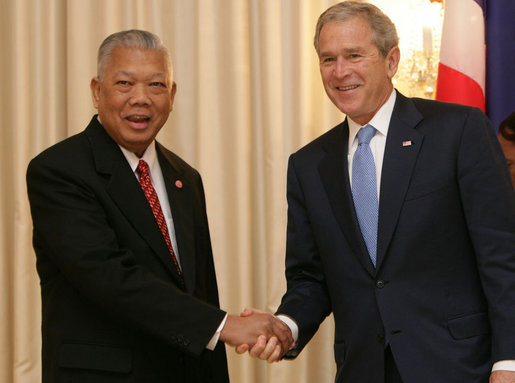
Il presidente dagli Stati Uniti George W. Bush con Samak Sundaravej a Bangkok nell'agosto 2008

Nel dicembre 2007 si tennero nuove elezioni e buona parte dei membri di TRT che non erano stati interdetti si presentarono nelle file del Partito del Potere Popolare (PPP), che appoggiava la politica e gli interessi di Thaksin. Il PPP vinse le elezioni e il suo leader Samak Sundaravej fu nominato primo ministro. Thaksin dal suo esilio britannico era rimasto una figura centrale della politica nazionale e fece ritorno in patria dopo le elezioni, confidando che le accuse di corruzione rivoltegli in quel periodo si risolvessero con un nulla di fatto. Ma il tribunale aveva invece ricevuto grandi poteri con la nuova Costituzione, sia lui che la moglie furono condannati a pene detentive e buona parte dei loro beni furono confiscati. Nell'agosto 2008, l'ex primo ministro lasciò quindi definitivamente la Thailandia e passò in esilio gli anni che seguirono, ma rimase comunque sempre in una posizione dominante nella politica nazionale tenendosi in contatto con i propri alleati e sostenitori.
A seguito di nuove veementi proteste delle Camicie gialle, la Corte costituzionale decretò nel settembre 2008 la fine del governo di Samak, giudicato colpevole di conflitto di interessi, e in dicembre quello del suo successore e cognato di Thaksin Somchai Wongsawat, accompagnando la sua destituzione con lo scioglimento del PPP. Il nuovo governo fu affidato al leader del Partito Democratico (PD) Abhisit Vejjajiva, che divenne primo ministro grazie al voto dello stesso Parlamento - senza che si fossero tenute elezioni - nel quale molti dei membri dei partiti che facevano parte della coalizione di governo avevano finito per confluire nel PD.

### Fondazione di PPT e primi anni all'opposizione (2008-2011)
Il Partito Pheu Thai fu fondato nel settembre 2008, in previsione delle decisioni della Corte costituzionale, che il 2 dicembre fece sciogliere il PPP e il giorno dopo la maggior parte dei suoi parlamentari confluirono nel PPT. La prima assemblea generale del partito scelse il proprio esecutivo il 7 dicembre e fu quindi eletto come capo del partito Yongyuth Wichaidit.

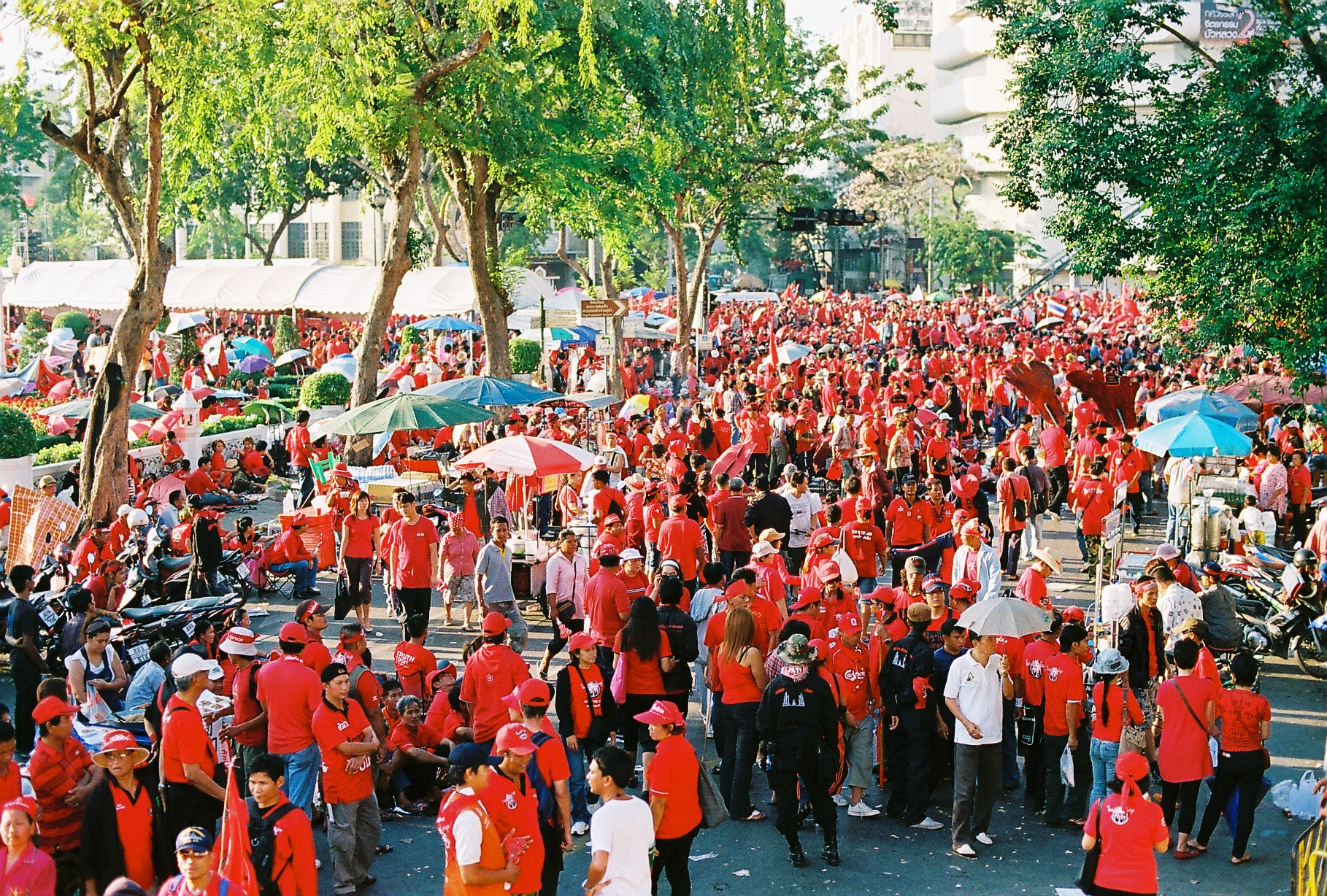
Dimostrazione delle camicie rosse a Bangkok del 13 marzo 2010

Quegli stessi giorni i fuoriusciti del PPP e della coalizione di governo si unirono al Partito Democratico. Il PPT chiese venisse formato un governo di unità nazionale ma la proposta fu respinta dalla nuova maggioranza che faceva capo al PD. Subito dopo, un parlamentare di PPT propose di dissolvere il Parlamento e andare a nuove elezioni, ma anche questa proposta fu respinta dal presidente della Camera. Il 15 dicembre fu eletto come candidato a primo ministro del PPT Pracha Promnok, che da quel momento si pose a capo dell'opposizione al governo di Abhisit Vejjajiva.
All'inizio del 2009 si scatenarono una serie di manifestazioni delle Camicie rosse del Fronte Unito per la Democrazia contro la Dittatura (FUDD), nuovo movimento che appoggiava la famiglia Shinawatra nato per fare cadere il governo del PD e ritornare alle urne. Le dimostrazioni si ripeterono durante l'anno e le più grandi e agguerrite furono quelle della primavera 2010, che ebbero inizio a marzo e finirono in maggio dopo ripetuti interventi dell'esercito e che portarono alla morte di decine e decine di manifestanti e all'arresto dei capi delle Camicie rosse.

### Partito di governo (2011-2014)

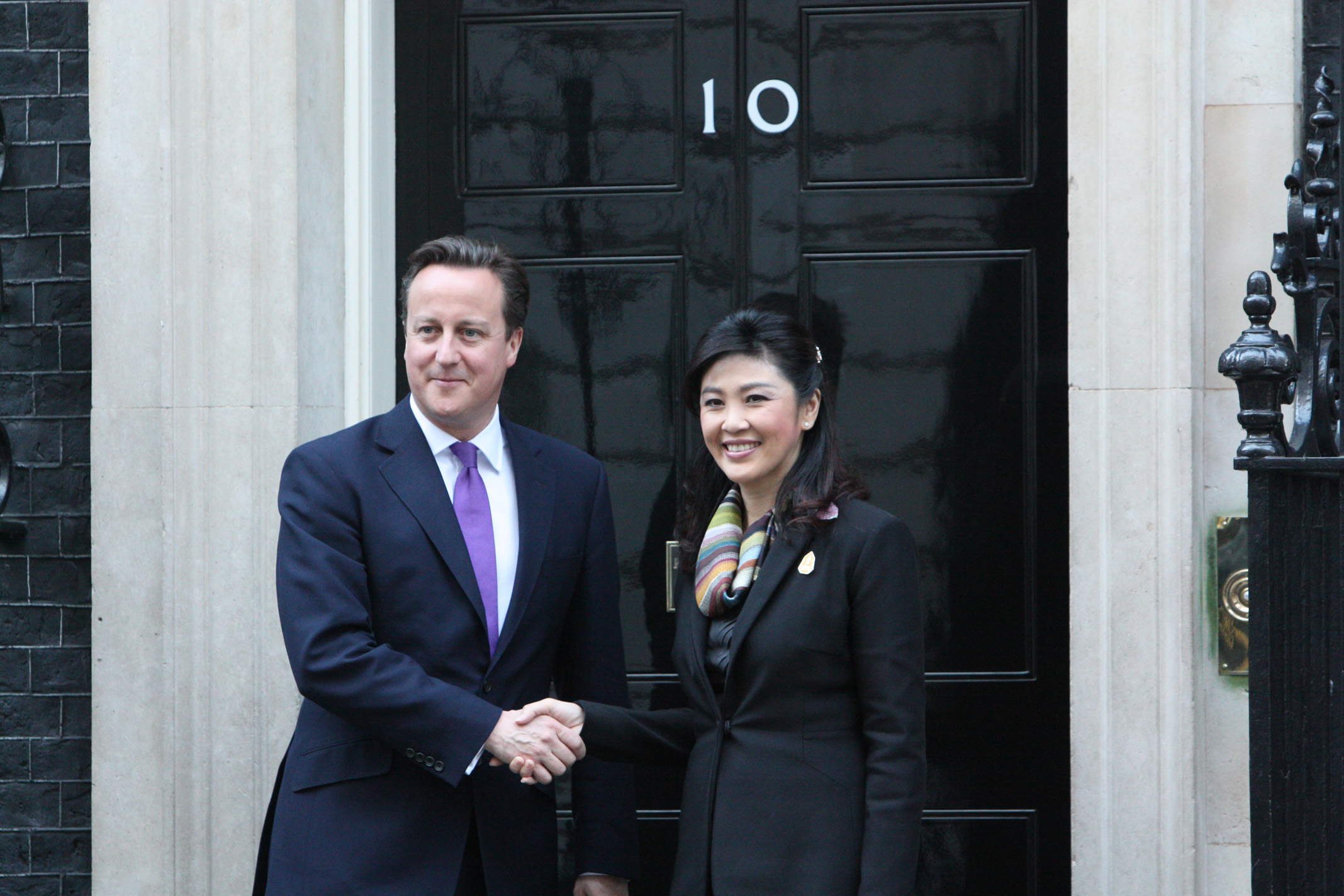
Yingluck con il primo ministro britannico David Cameron a Londra nel novembre 2012

Il PPT vinse le elezioni del 2011 e la sorella di Thaksin Yingluck Shinawatra divenne primo ministro, prima donna a ricoprire la carica in Thailandia. Malgrado il PPT avesse ottenuto 265 dei 500 seggi alla Camera, Yingluck formò un governo di coalizione con altri 5 partiti, fu eletta alla Camera con 296 voti e ricevette la carica dal re l'8 agosto 2011. L'opposizione dei conservatori fu inizialmente moderata. Il governo ebbe riconoscimenti positivi per il modo in cui furono gestite le inondazioni che afflissero il Paese alla fine del 2011, le peggiori dall'inizio degli anni sessanta del Novecento.
Gravi critiche furono invece mosse al governo per la gestione del programma che garantiva agli agricoltori un prezzo minimo sulla vendita del riso superiore a quello dei mercati. Il successivo crollo dei prezzi del riso provocò ingenti perdite allo Stato; il partito fu accusato di aver intrapreso un'ennesima politica populista al fine di prendere voti e allo stesso tempo di far arricchire intermediari legati agli Shinawatra. Inoltre, nei mesi successivi il governo non riuscì a trovare i fondi per pagare agli agricoltori quanto promesso. In relazione a tali fatti, la responsabilità di malgoverno fu addossata a Yingluck, contro la quale venne aperto un procedimento dalla Commissione anti-corruzione.

#### Manifestazioni anti-governative del 2013-2014

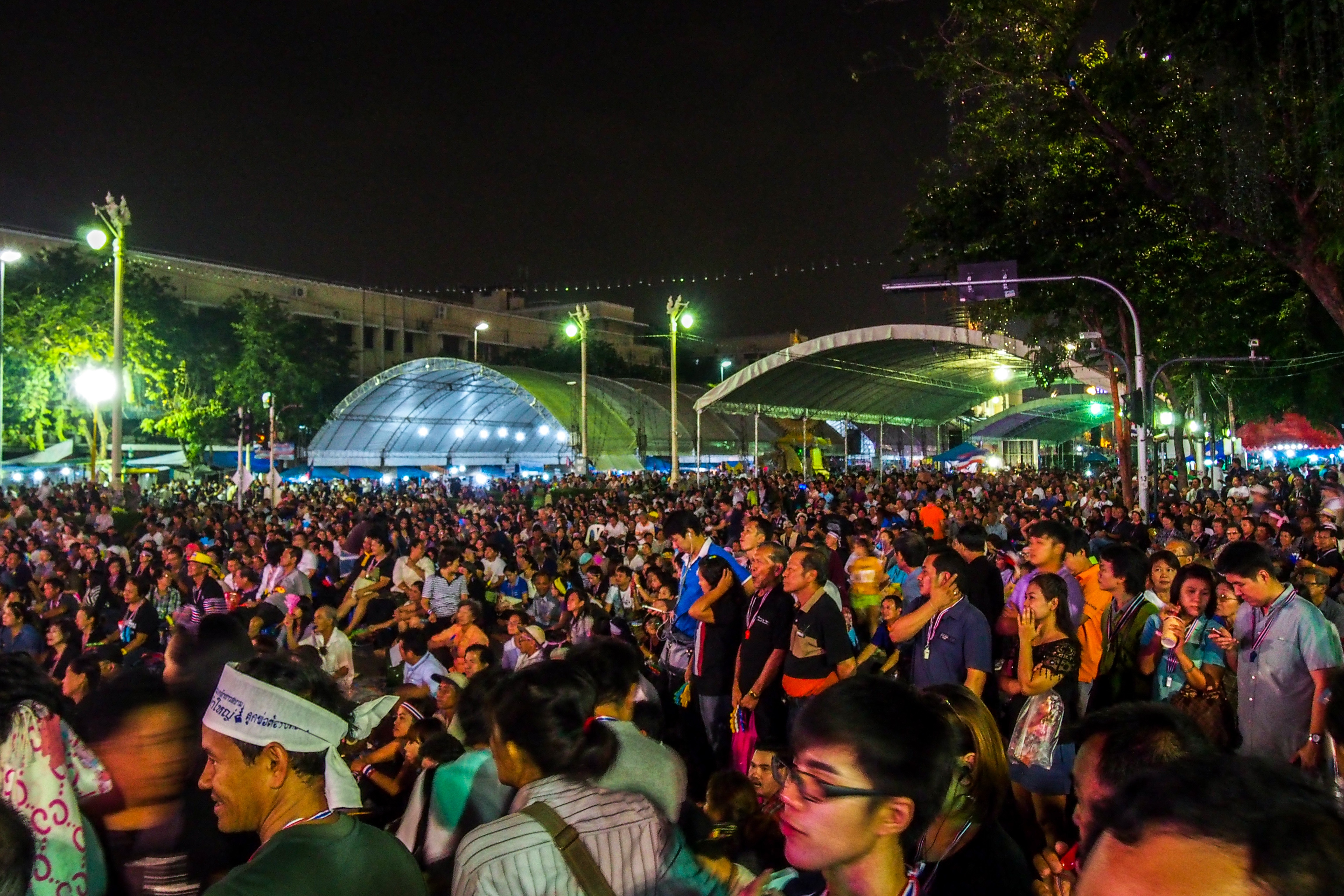
Bangkok, novembre 2013. Manifestazione dei conservatori e monarchici contro il governo di Yingluck

La crisi politica thailandese si riacutizzò con le manifestazioni anti-governative di Bangkok dell'ottobre 2013 contro la proposta di legge presentata dal governo che prevedeva un'amnistia per i reati connessi alla crisi politica tra il 2006 e il 2011, di cui avrebbe usufruito anche Thaksin. A capo delle proteste dei conservatori vi fu l’ex primo ministro fuoriuscito dal Partito Democratico Suthep Thaugsuban. Una serie di grandi manifestazioni paralizzarono per lungo tempo buona parte della capitale e determinarono la caduta dell'esecutivo di Yingluck, che dissolse il Parlamento in dicembre e continuò a governare ad interim in attesa di nuove elezioni.
Le elezioni furono fissate per il 2 febbraio 2014, ma vennero boicottate dall'opposizione che presidiò i seggi elettorali per impedire di votare. I conservatori chiesero che alla famiglia Shinawatra fosse preclusa la possibilità di controllare il governo, con una legge elettorale senza la quale quasi sicuramente i partiti vicini agli Shinawatra avrebbero vinto, come era avvenuto in tutte le consultazioni a partire da quella del 2001.

#### Ultimo periodo di governo
Dopo sette mesi di dure proteste, che chiedevano le sue dimissioni perché rappresentava gli interessi del deposto fratello, nel maggio del 2014 Yingluck fu destituita con una sentenza della Corte Costituzionale, come era successo ai suoi predecessori Samak Sundaravej e Somchai Wongsawat. Fu riconosciuta colpevole di "abuso del potere politico a fini personali" per aver rimosso dall'incarico nel 2011 l'ex capo del Consiglio di sicurezza nazionale ed averlo sostituito con un proprio parente. Con tale sentenza furono destituiti anche tutti gli altri ministri in carica quando successe il fatto. Il nuovo esecutivo provvisorio venne formato con altri politici della coalizione che era al governo, non implicati nella rimozione dell'ufficiale nel 2011. Primo ministro ad interim divenne Niwatthamrong Boonsongpaisan, l'ex ministro del Commercio, incaricato di guidare il Paese verso nuove elezioni.
La destituzione di Yingluck creò preoccupazione per le eventuali ritorsioni ad opera delle camicie rosse. I dimostranti anti-governativi proseguirono le proteste chiedendo al Senato di proclamare un nuovo governo che preparasse una nuova legge elettorale. Anche le camicie rosse si riunirono in massa nei pressi della capitale in supporto del governo e si temette che la vicinanza tra i due schieramenti potesse portare a una guerra civile.

### Colpo di Stato e dittatura militare (2014-2019)
Con l'acutizzarsi della tensione, il 20 maggio 2014 i militari del neonato Consiglio nazionale per la pace e per l'ordine, capeggiato dal comandante in capo dell'esercito Prayuth Chan-ocha, proclamarono la legge marziale ed il 22 successivo effettuarono un colpo di Stato, il dodicesimo da quando è stata concessa la Costituzione nel 1932. Il governo ad interim fu sciolto, la Costituzione (imposta nel 2007 dall'esercito) venne soppressa, entrò in vigore il coprifuoco sul territorio nazionale dalle 22 alle 5 e i dimostranti di entrambi gli schieramenti furono dispersi. I provvedimenti vennero presi dopo che, a partire dall'inizio delle proteste in novembre, 28 persone avevano perso la vita e 700 erano state ferite in scontri e attentati collegati alle proteste.
La mattina del 23 maggio, Prayuth Chan-ocha si auto-proclamò primo ministro ad interim della Thailandia e convocò 23 leader politici nazionali nonché 114 esponenti delle dimostrazioni dei mesi precedenti. All'incontro partecipò Yingluck, che fu tratta in arresto assieme ad alcuni familiari e a molti dei politici ed attivisti presenti, dopo che era stato loro notificato il divieto di lasciare il Paese. Furono vietati gli assembramenti di più di 5 persone e resa impossibile l'organizzazione di un movimento di protesta, le prime manifestazioni anti-golpiste delle camicie rosse furono disperse e nel giro di qualche giorno la situazione era sotto il controllo delle forze dell'ordine. Yingluck fu rilasciata dopo alcuni giorni, durante i quali non c'erano notizie precise sulla sua sorte, e rimase sotto il controllo della giunta militare.

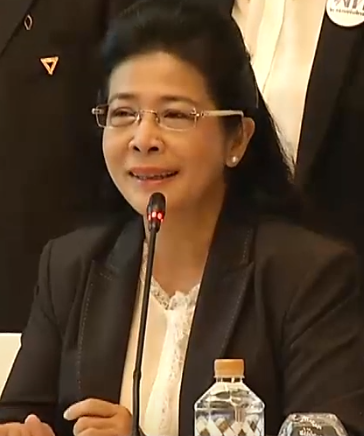
Sudarat Keyuraphan

Negli anni successivi la giunta ha continuato la repressione sulle opposizioni legate agli Shinawatra arrestando attivisti, politici e giornalisti e vietando ogni forma di dissenso. Nei cinque anni di dittatura militare, il PPT non fu disciolto ma gli fu vietata ogni attività politica fino al 2018. Nell'ottobre di quell'anno fu nominato leader del partito Viroj Pao-in e la ex ministra della Sanità Sudarat Keyuraphan – politicamente molto legata a Thaksin Shinawatra – fu nominata candidata primo ministro per le elezioni, che dopo molti rinvii si tennero il 24 marzo 2019.

### Elezioni del 2019
Gruppi per i diritti civili e osservatori politici criticarono il sistema di voto e la Commissione elettorale per i molti errori e irregolarità riscontrate. I 250 membri del Senato, secondo quanto previsto dalla Costituzione, dovevano essere scelti dalla giunta, rendendo difficile la vittoria nelle consultazioni per le opposizioni. Anche l'esito finale fu aspramente contestato, vi furono diversi rinvii sull'annuncio dei risultati definitivi, che secondo il comitato organizzatore avrebbe potuto essere disponibile il 9 maggio. Politici del Pheu Thai sostennero che vi erano stati brogli e che avrebbero fatto ricorso alla magistratura. Il primo annuncio ufficiale dei risultati parziali fu il 26 marzo, con il Partito Pheu Thai in vantaggio come numero di seggi, con una maggioranza non assoluta, seguito a breve distanza dal Partito Palang Pracharath, che fu guidato da Prayuth e poté invece contare su un numero maggiore di voti a livello nazionale. Terzo fu il Partito del Futuro Nuovo, seguito dal Partito Democratico e dal Partito Bhumjaithai. Il 27 marzo, i rappresentanti di Pheu Thai, Partito del Futuro Nuovo, Partito Liberale Thai, Partito Phea Chart, Partito Prachachat, Potere del Popolo Thai e Partito della Nuova Economia, che insieme ottennero 255 seggi dei 500 seggi alla Camera, annunciarono di voler formare una coalizione di governo in opposizione ai programmi della giunta militare. Anche il Partito Phalang Pracharath affermò di aver vinto le elezioni come formazione che ricevette il maggior numero di voti e di avere quindi il diritto di formare il nuovo governo.
Nuovi risultati del voto furono annunciati l'8 maggio, il numero dei seggi assegnati ai partiti differì in modo determinante da quello annunciato il 28 marzo. La Commissione elettorale aveva cambiato i criteri durante la lunga fase di scrutinio abbassando la soglia per l'assegnazione di un seggio da 71.000 a 30.000 voti e fece sapere che la soglia annunciata in precedenza non rispecchiava l'esigenza di avere più seggi distribuiti alle liste dei partiti. La Commissione aveva potuto operare il cambiamento dopo che la Corte costituzionale la autorizzò a formulare il nuovo sistema di calcolo. Con il nuovo sistema, i partiti del fronte democratico potevano arrivare a 245 seggi e i 10 seggi di differenza furono assegnati a partiti minori che garantirono una risicata maggioranza alla coalizione sostenuta dai militari. Il cambiamento dei criteri di assegnazione dei seggi da parte della Commissione elettorale provocò un'aspra contestazione dei partiti del fronte democratico, in particolare Pheu Thai e Futuro Nuovo, che annunciarono di voler ricorrere a ogni possibile via legale per contrastare questo che definirono un abuso dei militari.
Anche i risultati annunciati l'8 maggio furono provvisori, con il congelamento dei risultati di una circoscrizione della provincia di Chiang Mai dove uno dei candidati locali era stato squalificato. Grazie alle modifiche della Commissione elettorale e alla nuova assegnazione dei seggi, i partiti che appoggiavano la giunta riuscirono a strappare altri due seggi nelle nuove votazioni del 26 maggio a Chiang Mai, malgrado la schiacciante vittoria di Phue Thai. Con 136 seggi, Pheu Thai fu il partito che ottenne più deputati, ma furono 10 i seggi totali persi dal fronte democratico, in particolare dal Partito del Futuro Nuovo, e i 10 partiti minori che se li assicurarono si allearono con la coalizione filo-militare. Nel frattempo il nuovo Parlamento si era riunito per la prima volta due giorni prima e, grazie anche al voto dei 250 senatori scelti dalla giunta militare, il 5 giugno fu confermato primo ministro Prayut, che ottenne 254 voti dai parlamentari della Camera bassa.

### Supporto alle proteste popolari del 2020 e 2021
Alle elezioni del 2019 aveva avuto grande successo il Partito del Futuro Nuovo (PFN), che aveva riscosso 6 milioni di voti soprattutto tra i giovani, e fu disciolto il 21 febbraio 2020 con una sentenza della Corte costituzionale, organo da diversi anni sotto il controllo militare. Il verdetto scatenò la reazione popolare ed ebbero subito inizio una serie di manifestazioni anti-governative che si interruppero a fine mese per il lockdown imposto per limitare la diffusione della pandemia di COVID-19 in Thailandia. Le proteste ripresero con vigore in luglio con una serie di grandi manifestazioni come non se ne vedevano nel Paese da prima del colpo di Stato del 2014. Le principali richieste dei dimostranti furono inizialmente lo scioglimento del Parlamento, la fine delle intimidazioni delle forze dell'ordine contro le opposizioni e profonde modifiche alla Costituzione. In agosto si aggiunse la clamorosa richiesta di una radicale riforma della monarchia che prevedeva pesanti tagli ai privilegi del re, un evento senza precedenti nella storia del Paese. Il governo di Prayut reagì con l'uso della forza, ma il positivo impatto che ebbero le proteste su buona parte dell'opinione pubblica lo costrinsero a promettere emendamenti alla Costituzione, ipotesi che il movimento anti-governativo non ritenne credibile e le dimostrazioni proseguirono per diversi mesi.
Per porre fine alle proteste, nel novembre 2020 il governo riprese a utilizzare la severa legge contro la lesa maestà, ed era la prima volta da due anni che questa legge veniva applicata dopo che lo stesso re aveva fatto richiesta di non utilizzarla. Nel giro di pochi giorni iniziò un'ondata di denunce e arresti ai danni dei dimostranti, vi furono nuove manifestazioni contro la legge di lesa maestà, ma molti dei leader del movimento erano incarcerati e le proteste persero progressivamente di intensità, anche per l'improvviso moltiplicarsi dei contagi di COVID-19 tra fine 2020 e inizio 2021. Con la nuova ondata di contagi da COVID-19 iniziata nell'aprile 2021, a luglio le manifestazioni ripresero intensità e, oltre alle consuete rivendicazioni, il governo fu pesantemente criticato per la pessima gestione della campagna di vaccinazione e per il disastroso stato dell'economia, e vi presero parte molti cittadini di ogni età che non avevano manifestato nei mesi precedenti. Il 10 novembre 2021 la Corte costituzionale stabilì che le richieste per la riforma della monarchia presentate dai dimostranti avevano come obiettivo la destabilizzazione dello Stato e il rovesciamento della monarchia, definendole un abuso dei diritti e delle libertà e un danneggiamento per la sicurezza dello Stato. La sentenza fu definita un nuovo supporto della magistratura al governo militare nonché un "colpo di Stato giudiziale", che avrebbe potuto favorire il ritorno alla monarchia assoluta e innescare nuove accuse contro i dimostranti tra cui quella di tradimento, reato per il quale è prevista la pena di morte. In quel periodo ebbero fine le proteste, con i dimostranti scoraggiati dalla repressione delle forze dell'ordine e dalle condanne inflitte dai tribunali.
Pheu Thai diede appoggio alla maggior parte delle richieste dei dimostranti e si ritenne che in tal modo avesse potuto allargare la propria base elettorale. Mantenne invece le distanze sulle pericolose richieste di riforma della monarchia e di abolizione della legge sulla lesa maestà. Per quest'ultima propose che venisse applicata con maggiore moderazione e, in misura minore, avanzò l'ipotesi di chiederne la modifica con degli emendamenti, proposta lanciata da Phak Kao Klai – partito nato per proseguire la linea politica di Futuro Nuovo – che non fu spalleggiata da Pheu Thai e venne respinta dal Parlamento, dove fu definita anti-costituzionale.

### Elezioni del 2023, alleanza con i militari e ritorno di Thaksin dall'esilio
Alle elezioni del maggio 2023 Pheu Thai si presentò senza Sudarat Keyuraphan, che era stata candidata del partito alle elezioni del 2019 e l'anno successivo ne era uscita per fondare il Partito Thai Srang Thai. Secondo i vertici di Pheu Thai, Sudarat avrebbe comunque mantenuto la linea politica del vecchio partito; la stampa ipotizzò che la sua uscita fosse una manovra politica di Thaksin per ottenere un maggior numero complessivo di voti frazionando Pheu Thai con la creazione di partiti minori che lo appoggiassero alle elezioni successive. Negli anni che precedettero il voto si fece strada la candidatura a primo ministro di Paetongtarn Shinawatra, figlia di Thaksin, entrata in Pheu Thai nell'ottobre 2021 come presidente del neonato "Comitato consultivo per incentivare partecipazione e innovazioni del partito", lanciato durante le proteste del 2020-2021 nelle quali la maggior parte dei dimostranti erano studenti. Vista la sua relativamente giovane età – 35 anni – la scelta di Paetongtarn a capo di questo importante comitato fu vista dagli osservatori come parte della strategia di Thaksin per rinnovare il partito e attrarre i voti dei giovani in vista delle elezioni.

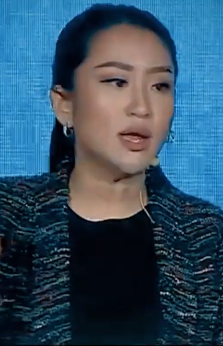
Paetongtarn Shinawatra, candidata a primo ministro di Pheu Thai alle elezioni del 2023

La candidatura di Paetongtarn a primo ministro divenne ancora più verosimile il 20 marzo 2022, quando a un'importante riunione del partito fu presentata come il "capo della famiglia Pheu Thai". Nei 12 mesi successivi, la stampa la definì candidata a primo ministro anche se il suo inserimento tra i candidati primo ministro del partito fu comunicato il 5 aprile 2023, 6 giorni dopo l'annuncio che le elezioni avrebbero avuto luogo il 14 maggio 2023. I sondaggi elettorali di quel periodo videro il Pheu Thaui di Paetongtarn in largo vantaggio sugli altri partiti, in particolare su Phak Ruam Thai Sang Chart, il nuovo partito a cui aveva aderito come candidato premier il primo ministro uscente Prayut Chan-o-cha.
Il 15 maggio, quando era stato conteggiato il 99% delle schede elettorali, la Commissione elettorale rese pubblico il risultato preliminare delle elezioni, nel quale emerse la netta affermazione dei due partiti del fronte democratico Kao Klai (con 152 seggi) e Pheu Thai (141 seggi), che insieme raccolsero 293 dei 500 seggi della Camera. Quello stesso giorno fu concordata un'alleanza tra Kao Klai, Pheu Thai e altri quattro partiti minori con cui il fronte democratico sarebbe arrivato a 309 seggi. Per la scelta del primo ministro era però necessario disporre di almeno 376 voti, cioè 1 voto in più della metà del totale tra i 500 deputati e i 250 senatori; i senatori erano quelli scelti dai militari prima delle elezioni del 2019, risultava quindi ancora un'incognita quale coalizione avrebbe eletto il primo ministro. Era comunque già stato stabilito che per l'annuncio dei risultati definitivi ufficiali si sarebbe dovuto aspettare diverse settimane, mentre la seduta comune di Camera e Senato per la scelta del primo ministro era prevista per luglio.
I risultati furono definiti dagli osservatori un terremoto e rappresentarono il ripudio da parte del popolo thailandese di 9 anni di dittatura militare e dei partiti associati ai militari, Palang Pracharath e il nuovo Phak Ruam Thai Sang Chart, che insieme raccolsero solo 76 seggi contro i 116 di Palang Pracharath nel 2019. Il consenso accordato alla radicale politica di cambiamento proposta da Kao Klai andò oltre ogni aspettativa; il partito superò anche il Pheu Thai, che era in testa nei sondaggi pre-elettorali. I partiti legati alla famiglia Shinawatra avevano vinto tutte le elezioni che si erano tenute dal 2001 in poi. Particolare scalpore fecero i risultati di Bangkok, dove Kao Klai si assicurò 32 delle 33 circoscrizioni e l'ultima fu appannaggio di Pheu Thai. Un record senza precedenti del 74,28% degli aventi diritto votò nella capitale, e il 48,25% dei votanti diede la sua preferenza a Kao Klai, che ottenne così in città anche il numero più alto di voti per la lista dei partiti.
Pheu Thai, Kao Klai e altri sei partiti minori firmarono un memorandum d'intesa con gli obiettivi che si proponevano nel caso fossero riusciti a formare una coalizione di governo. In quel periodo alcuni osservatori prospettarono la possibilità che Pheu Thai si unisse invece a una coalizione guidata dai militari, i quali in cambio avrebbero facilitato il ritorno di Thaksin nel Paese intercedendo per una riduzione delle pene a cui era stato condannato. La coalizione degli otto partiti pro-democrazia presentò al nuovo Parlamento la candidatura a primo ministro del leader di Kao Klai Pita Limjaroenrat, che trovò l'ostacolo dei parlamentari filo-militari e fu respinta. Pheu Thai formò quindi una nuova coalizione senza Kao Klai a cui si unirono altri 10 partiti, gli ultimi dei quali vi entrarono il 21 agosto e furono Palang Pracharath e Ruam Thai Sang Chart, i partiti associati ai militari.
Questa clamorosa svolta sollevò le aspre critiche di molti sostenitori di Pheu Thai – i cui dirigenti avevano promesso prima delle elezioni che non avrebbero stretto alleanza con i partiti dei militari – nonché quelle dei sostenitori di Kao Klai. In un sondaggio tenuto in quei giorni, il 64% degli intervistati si dichiarò contrario all'alleanza tra Pheu Thai e i partiti che facevano capo ai militari. Paetongtarn si scusò a nome del partito con l'elettorato per non aver tenuto fede alla promessa, sostenendo che il cambio di programma era dovuto all'esigenza di superare la crisi politica per risollevare il Paese. L'alleanza tra i tradizionali nemici militari con Pheu Thai fu vista come un tentativo delle élite conservatrici di arginare l'emergere dei progressisti di Kao Klai, costringendoli all'opposizione.
Il 22 agosto la nuova coalizione sottopose al Parlamento la candidatura del deputato di Pheu Thai Srettha Thavisin – un magnate del settore immobiliare da tempo collaboratore di Thaksin – che fu designato primo ministro al primo scrutinio. Quello stesso giorno Thaksin fece rientro in Thailandia dopo 15 anni di esilio e fu accolto trionfalmente dai propri sostenitori all'aeroporto di Bangkok. Fu prelevato dalla polizia e scortato prima alla Corte suprema, dove gli fu notificato che doveva scontare otto anni di reclusione, e poi in carcere. Quella notte fu ricoverato in ospedale e nei giorni successivi chiese la grazia a Vajiralongkorn, che il 1º settembre gli ridusse la pena a un solo anno.

## Leader
| Immagine                                                    | Leader                    | Mandato                               | Mandato             |
| ----------------------------------------------------------- | ------------------------- | ------------------------------------- | ------------------- |
|                                                             | Banjongsak Wongratanawan  | 20 settembre 2007 – 20 settembre 2008 |                     |
|                                                             | Suchart Thadathamrongvech | 21 settembre 2008 – 19 novembre 2008  |                     |
|                                                             | Yongyuth Wichaidit        | 7 dicembre 2008 – 4 ottobre 2012      |                     |
| Wiroj Pao-in (ad interim) 8 ottobre – 30 ottobre 2012       |                           |                                       |                     |
|                                                             | Charupong Ruangsawan      | 30 ottobre 2012 – 16 giugno 2014      |                     |
| Wiroj Pao-in (ad interim) 16 giugno 2014 – 28 ottobre 2018  |                           |                                       |                     |
|                                                             | Wiroj Pao-in              | 28 ottobre 2018 – 2 luglio 2019       |                     |
| Plodprasop Suraswadi (ad interim) 3 luglio – 12 luglio 2019 |                           |                                       |                     |
|                                                             | Sompong Amornwiwat        | 12 luglio 2019 – 28 ottobre 2021      |                     |
|                                                             | Chonlanan Srikaew         | 28 ottobre 2021 – 30 agosto 2023      |                     |
| Chusak Sirinil (ad interim) 3 luglio – 12 luglio 2019       |                           |                                       |                     |
|                                                             | Paetongtarn Shinawatra    | dal 28 ottobre 2021                   | dal 28 ottobre 2021 |